# Хенох (село)
Хенох (цез. ХIенохъ) — село в Цунтинском районе Республики Дагестан. Входит в состав муниципального образования сельсовет Шауринский.

## География
Находится в 18 км к северу от с. Цунта.
Расположено на р. Шаитли (бассейн р. Китлярта).

## Население
| 1888 | 1895 | 1926 | 1939 | 1970 | 1989 | 2002 |
| ---- | ---- | ---- | ---- | ---- | ---- | ---- |
| 35   | ↗37  | ↘28  | ↗61  | ↘17  | ↘11  | ↗16  |
| 2010 | 2021 |      |      |      |      |      |
| ↗18  | ↘10  |      |      |      |      |      |